# 新区街道 (徐州市)
新区街道是中华人民共和国江苏省徐州市铜山区下辖的一个街道办事处。
2013年8月6日，江苏省人民政府批复同意将原铜山镇二堡居委会和新庄、驿城、滕寨3个村委会区域与原三堡镇台上、麦楼、龙亭3个居委会区域和榆庄、梁庄、徐村3个村委会区域，以及棠张镇晁湖村委会区域合并，设立新区街道办事处，街道办事处驻北京北路21号。

## 行政区划
新区街道下辖以下村级行政区划单位：
二堡社区、新庄村、腾寨村、驿城村、麦楼社区、榆庄村、台上社区、梁庄村、龙亭社区、徐村和晁湖村。